# Karsten Bott
Karsten Bott (* 1960 in Frankfurt am Main) ist ein deutscher Konzeptkünstler, der sich in seinem Werk vor allem mit Alltagsdingen und ihrer Bedeutung auseinandersetzt. Seit 1988 sammelt er Konsumartikel und Gegenstände des täglichen Bedarfs ab Mitte des 20. Jahrhunderts, um ein „Archiv für Gegenwarts-Geschichte“ zu schaffen. In Ausstellungen setzt er die Objekte thematisch in Beziehung zueinander.

## Leben
Von 1986 bis 1991 absolvierte Bott ein Kunststudium an der Frankfurter Staatlichen Hochschule für Bildende Künste – Städelschule, besuchte dort die Filmklasse bei Peter Kubelka und studierte 1991 im Rahmen eines Studentenaustauschs am School of the Art Institute of Chicago.
Zwischen 1993 und 2006 war Bott Stipendiat verschiedener Künstlerförderungen und arbeitete, gefördert durch Atelierstipendien, in London, Budapest und im tschechischen Český Krumlov. Bott hielt Gastvorträge an Hochschulen, unter anderem 2002 am College of Design and Art in Cincinnati, 2005 an der Hochschule für Gestaltung Offenbach am Main, 2011 an der Hochschule für Bildende Künste Braunschweig und 2013 an der Bauhaus-Universität Weimar. Von 2012 bis 2014 lehrte er an der Kunsthochschule Kassel.

## Werk

### „Archiv für Gegenwarts-Geschichte“
Bott sammelt, katalogisiert und archiviert seit 1988 Alltagsgegenstände bevorzugt ab den 1950er Jahren in einem „Archiv für Gegenwarts-Geschichte“ mit dem Ziel, „von jedem Ding eines“ in seiner Sammlung zu konservieren, um die „Gesellschaft, in der wir leben, über die Dinge zu repräsentieren oder darzustellen.“ „Seinen Wert im kapitalistischen Kreislauf hat all das verloren; stattdessen erfährt es eine Neubewertung im Kontext der Kunst.“ Räumlich besteht das Archiv neben der Einsortierung aus einem Lagerraum mit etwa 5000 gefüllten Bananenkartons und etwa 500.000 großen Objekten wie Fenster, Briefkästen oder Lampen. In der Einsortierung werden die Gegenstände am Computer erfasst, nummeriert, eine Karteikarte mit Foto angelegt und die verschiedenen Zuordnungen in einem „Alphabetischen Bestandskatalog“ vermerkt, bevor sie eingelagert werden. 2007 entstand ein fotografischer Katalog mit etwa 2000 Dingen, der „wie eine Enzyklopädie unseres Alltagslebens funktioniert.“ Das Ergebnis dieser Spurensicherung „ist eine riesige Sammlung. Alles hängt mit allem irgendwie zusammen, denn Karsten Bott geht es immer um die historische und gesellschaftliche Dimension beim Prozess des Sammelns, Archivierens und Erinnerns.“ „Bott verkauft nichts. Er vertritt eine dokumentarische Richtung in der Kunst und steht außerhalb des Kunstmarktes.“
Für Ausstellungen in Museen verwendet Bott die Dinge aus seinem Archiv oder stellt Objekte ortsbezogen zusammen, indem er Gegenstände verwendet, die er in der jeweiligen Stadt findet, in Trödelläden oder aus dem Sperrmüll wählt, wie etwa für die Ausstellungen im Offenen Kulturhaus Oberösterreich in Linz 1993 oder im MoMA PS1 in New York 1998. Er ordnet sie in dafür gefertigten Vitrinen und Regalen an oder flächendeckend auf dem Boden. Über Stege, die eine Draufsicht ermöglichen, sind die Ausstellungsflächen begehbar. Seine Stege, Regale und Vitrinenböden sind stets in RAL-Grau 7040 gehalten. Die Objekte sind so angeordnet, dass sie nicht übereinander liegen oder sich gegenseitig verdecken. Bei den Bodenarbeiten sind die kleineren Gegenstände nah am Steg angeordnet, die größeren weiter hinten. Botts Installationen sind „nach Themenkomplexen strukturiert, die allesamt in wirtschaftlichen und sozialen Zusammenhängen und dazu in einem Dialog untereinander stehen.“ Er ordnet die ausgestellten Alltagsgegenstände dazu nach bestimmten Themen wie etwa Fortbewegung, Krieg, Nahrungsaufnahme, Küche, Jugend, Familie, Krankenhaus, Medizin oder Sexualität. Bei den Bodenarbeiten markiert er Felder, die dann mit den thematisch passenden Objekten belegt werden, bei den Regal- und Vitrinenarbeiten dienen die einzelnen Fächer zur Themenabgrenzung.  „Man erkennt sofort, dass der Inhalt der Fächer nicht zufällig zusammengestellt wurde, sondern einem Ordnungsprinzip unterworfen ist“, das der Betrachter sich selbst erschließen muss.
2021 fanden unter dem Titel Von Jedem Eins eine Reihe von Musikperformances mit Oliver Augst und Marcel Daemgen im Atelierhaus basis in Frankfurt am Main statt.

### „Hosentaschensammlung“
Seit den 1990er Jahren sammelt Bott täglich die Dinge, die er im Laufe des Tages in seinen Hosentaschen getragen hat, eigene Gebrauchsgegenstände, Fragmente von Dingen, aber auch Fundstücke. In Ausstellungen präsentiert er sie, nach Woche des Sammels und nach Größe geordnet, in Vitrinen, „in der die Exponate ihrer ursprünglichen Verwendung endgültig enthoben sind und Bleistiftstummel, Knöpfe, Schrauben, Handydisplays und eine Menge Undefinierbares zu einer einzigen Struktur des Alltags verschmelzen.“

### Kurzfilme
Während und nach seinem Studium drehte Bott zwischen 1988 und 1994 mehrere Kurzfilme. Mit dem 17-minütigen 16-mm-Farb-Kurzfilm American Bread & Breasts gewann Bott 1992 beim 30. Ann Arbor Film Festival. Vereinzelt wurden die Filme im Rahmen seiner Ausstellungen gezeigt, wie etwa 2000 in der Ausstellungshalle Frankfurt oder 2014 im Neuen Kunstverein Wuppertal. Der 30-minütige Super-8-Farb-Kurzfilm Tag und Nacht Wäschefrau von 1988 „widmet sich auch filmisch dem Studium des Alltags.“ Dazu entstand ein halbes Jahr lang mit einer festmontierten Kamera automatisch alle acht Minuten ein Bild vom Küchenfenster einer Frau und der dort aufgehängten Wäsche. 2014 wurde der Film im Rahmen des achtzigsten Geburtstags von Peter Kubelka im Österreichischen Filmmuseum gezeigt.

## Auszeichnungen und Stipendien
- 2006: Moldaustipendium des Hessischen Ministeriums für Wissenschaft und Kunst im Egon Schiele Art Centrum in Český Krumlov, Tschechien[21]
- 2004: Stipendium des Kulturamtes der Stadt Frankfurt in Budapest
- 2001: Wettbewerbsgewinner des landesweiten Kunstwettbewerbs „Kreativ das Leben leben – Kunst im Dialog mit den Generationen“ für den Skulpturenpark Dietzenbach, zusammen mit Ernst Stark, Marko Lehanka, Margit Seiler[22]
- 2000/2001: einjähriges Atelierstipendium der Hessischen Kulturstiftung in London[23]
- 1998: Stipendium der Stiftung Kunstfonds, Bonn
- 1995: mit 20.000 DM dotierter Preis der Jürgen Ponto-Stiftung zur Förderung junger Künstler, Frankfurt[24][25]
- 1993: Stipendium der Frankfurter Künstlerhilfe
- 1992: Preisträger des 30. Ann Arbor Film Festivals mit dem 17-minütigen 16-mm-Farb-Kurzfilm American Bread & Breasts[3][16]

## Ausstellungen
Ständige Ausstellungen / Werke im öffentlichen Raum
- Seit 2017: Installation Von jedem eins in der Dauerausstellung „Frankfurt Einst?“ des Historischen Museums Frankfurt in einem der beiden Studierzimmer[26]
- Seit 2001: raumgreifende Skulptur Möbel und Kuchen aus in Beton gegossenen Alltagsgegenständen[27] im SkulpTourenPark in Dietzenbach, der im Rahmen des Hessentages 2001 angelegt wurde[22]
- Seit 2000: Installation Von jedem eins – kopfgross in der historischen Kunst- und Wunderkammer des Badischen Landesmuseums in Karlsruhe[28]

Einzelausstellungen (Auswahl)
- 2015: Gleiche Vielfache, Historisches Museum Frankfurt[13]
- 2014: Karsten Bott – Dinge, im Rahmen der Ausstellungsreihe zum Thema „Alltag“, Neuer Kunstverein Wuppertal[18]
- 2011: Von Jedem Eins. 600 Quadratmeter und Hosentaschensammlung Kunsthalle Mainz[9][29]
- 2011: Museum of Life, Norwich Castle, England
- 2006: Hosentaschensammlung, Neuer Kunstverein Gießen
- 2004: Von Jedem Eins. Altar, Kunsthalle Jesuitenkirche, Aschaffenburg
- 2004: Von Jedem Eins, mit Häusern, Rose Art Museum der Brandeis University, Waltham, Massachusetts
- 2002: Dinge mit Brücken, Contemporary Arts Center, Cincinnati
- 2000: Von Jedem Eins, klein, Ausstellungshalle Schulstraße, Frankfurt[17]
- 1997/1998: Von Jedem Eins (One of Each), Haus der Kunst München, Kulturforum Berlin, Kunstmuseum im Ehrenhof Düsseldorf, Henry Art Gallery der University of Washington, Seattle[2]
- 1993: Privater Raum, Kunstverein, Volxheim

Gruppenausstellungen (Auswahl)
- 2020: Liebes Ding – Object Love, Installation Von Jedem Eins, 2020, Museum Morsbroich, Leverkusen[12][30][31]
- 2012: Die subtile Gewalt der Dinge, elfte Ausstellung in der Reihe „Bilder gesellschaftlichen Wandels“ des Hessischen Landesmuseums Darmstadt und der Schader-Stiftung, Galerie der Schader-Stiftung, Darmstadt[32]
- 2011: From Trash to Treasure, Kunsthalle zu Kiel
- 2007: Home Stories,  Städtische Galerie Wolfsburg
- 2001: Frankfurter Kreuz, Schirn Kunsthalle Frankfurt[33][34]
- 1998: „Deep Storage“, Installation Von Jedem Eins (One of Each), MoMA PS1, New York[2][35]
- 1996: Hosentaschensammlung, Haus am Lützowplatz, Berlin[36]
- 1995: Gleiche Vielfache, Jürgen Ponto-Stiftung, Frankfurt
- 1993: „Speicher“, Installation Von Jedem Eins, Offenes Kulturhaus Oberösterreich, Linz[7]

## Publikationen und Ausstellungskataloge (Auswahl)
- Anne Berk: Liebes Ding – Object Love. Ausstellungskatalog. Museum Morsbroich (Hrsg.), Verlag für moderne Kunst, Wien, 2020, ISBN 978-3-903320-49-9
- Gleiche Vielfache – Karsten Bott. Ausstellungskatalog. Historisches Museum Frankfurt (Hrsg.), Frankfurt am Main, 2015, ISBN 978-3-89282-056-7
- Anette Hüsch: From Trash to Treasure. Vom Wert des Wertlosen in der Kunst. Ausstellungskatalog. Kunsthalle Kiel, Anette Hüsch (Hrsg.), Kerber art, Bielefeld/Berlin, 2011, ISBN 978-3-86678-626-4
- Karsten Bott: Von Jedem Eins. Bildband. König, Köln, 2007, ISBN 978-3-86560-267-1 (engl. Ausgabe: One of each. König, Köln, 2007, ISBN 978-3-86560-307-4)
- Menschen, Mächte, Märkte. Kunst und Erinnerung. Ausstellungskatalog. Städtische Galerie Villingen-Schwenningen, Stadt Villingen-Schwenningen (Hrsg.), 1999, ISBN 978-3-927987-55-5
- Deep Storage: Collecting, Storing, and Archiving in Art. Ausstellungskatalog. Prestel Verlag, München, 1998, ISBN 978-3-79131-920-9
- Karsten Bott, Daniel Stier, Iris Reepen: Gelbe Säcke. Ausstellungskatalog. Kunsttage Dreieich 8. Städtische Galerie (Dreieich) (Hrsg.), Dreieich, 1998
- Karsten Bott, Andreas Exner, Ulrike Gabriel, Nikolaus List, Charlotte Malcolm-Smith, Susanne Paesler, Andreas Schlaegel, Martin Schmidt/Florian Haas, Markus Zuckermann: Absolventen der Städelschule Frankfurt. Neunte Ausstellung der Jürgen Ponto-Stiftung 1995. Ausstellungskatalog. Frankfurter Kunstverein  Steinernes Haus am Römerberg (Hrsg.), Jürgen Ponto-Stiftung zur Förderung junger Künstler, Frankfurt am Main, 1995